# Sebastian Fundora
Sebastian Alexander Fundora (28 de diciembre de 1997;West Palm Beach, Florida) es un boxeador profesional estadounidense.  A partir de marzo de 2024 ostenta los títulos unificados de peso super wélter de la (WBC) y de la (WBO). En marzo de 2024, la revista The Ring lo clasificó como el mejor peso super  wélter activo número 1. 

## Biografía
Sebastian Fundora nace el 28 de diciembre de 1997 en West Palm Beach, Florida. Sebastián Fundora tiene raíces étnicas mexicanas y cubanas. Es hijo de Freddy Fundora un exboxeador profesional cubano.
Su apodo The Towering Inferno le viene dado debido a su peculiar fisionomía puesto que mide 1.98 m y compite en categorías de peso superwelter.

## Carrera de boxeo profesional
Fundora hizo su debut profesional contra José Cárdenas el 24 de septiembre de 2016. Ganó la pelea por nocaut en el primer asalto.
Posteriormente Fundora acumuló un récord de 12-0 durante los siguientes tres años.
Fundora se emfrentó al invicto Donnie Marshall el 16 de febrero de 2019. Ganó la pelea por nocaut en el tercer asalto. Fundora se enfrentó a otro oponente invicto, Héctor Manuel Zepeda, el 21 de junio de 2019 en el evento principal de la cartelera "ShoBox: The New Generation" de Showtime . Zepeda se retiró de la pelea al final del cuarto asalto.
Fundora posteriormente se enfrentó a Jamontay Clark por el título vacante de peso súper welter juvenil del CMB el 31 de agosto de 2019, en la cartelera de la pelea por el título súper welter de la AMB entre Erislandy Lara y Ramón Alvarez . La pelea fue declarada empate por decisión dividida.
Fundora se enfrentó al invicto Daniel Lewis el 22 de febrero de 2020, en la cartelera Deontay Wilder vs. Tyson Fury II . Ganó la pelea por decisión unánime, con puntajes de 98–92, 99–91 y 97–93 a su favor .
A Sebastián Fundora se le programó un combate contra Nathaniel Gallimore el 22 de agosto de 2020. Ganó la pelea por nocaut en el sexto asalto.
Fundora se enfrentó a Habib Ahmed el 5 de diciembre de 2020, en su última pelea del año. Hizo un trabajo rápido con Ahmed, ganando la pelea por nocaut en el segundo asalto.
Fundora fue programado para enfrentar a Jorge Cota el 1 de mayo de 2021. Ganó la pelea por nocaut técnico en el cuarto asalto. Fundora lideraba 30-27 en tres de las tarjetas de puntuación de los jueces en el momento de la detención.
Fundora se enfrentó a Sergio García en una eliminatoria por el título de peso súper welter del CMB el 5 de diciembre de 2021, en la cartelera de la pelea de peso ligero entre Gervonta Davis e Isaac Cruz . Fundora ganó la pelea por decisión unánime, con puntajes de 115–113, 118–110 y 117–111.

#### Fundora vs. Lubin
Fundora se enfrentó a Erickson Lubin por el título interino de peso súper welter del CMB el 9 de abril de 2022. La pelea también servirá como una eliminatoria del título del CMB, y se espera que el ganador se enfrente al vencedor de la revancha de unificación del título de peso superwélter entre Jermell Charlo y Brian Castaño . Ganó la pelea por detención en el noveno asalto, ya que Lubin fue retirado por su esquina al final del asalto. Fundora se encontraba arriba en las tarjetas de puntuación de los tres jueces en el momento de la detención, con puntuaciones de 76–74, 76–74 y 77–75.

#### Fundora vs. Ocampo
El 8 de octubre de 2022 Fundora defendió su título interino de peso superwélter del CMB frente al mexicano Carlos Ocampo en Carson, California. El combate duró 12 rounds llegando al final del tiempo reglamentario y dejando el ganador en mano de los jueces, quienes por decisión unánime declararon como vencedor a Fundora.

#### Fundora vs. Mendoza
Fundora fue amonestado para hacer su segunda defensa del título interino del CMB contra Brian Mendoza el 8 de abril de 2023. Perdió la pelea por nocaut en el séptimo asalto. Fundora fue derribado con una ráfaga de golpes cerca del comienzo del asalto y no logró levantarse de la lona antes de que terminara la cuenta de diez. Estaba arriba en las tarjetas en el momento de la detención, con dos jueces que le habían otorgado cada ronda del concurso hasta ese momento, mientras que el tercer oficial de primera fila lo tenía arriba 59-55. 

#### Tszyu vs. Fundora
Estaba previsto que Fundora se enfrentara a Serhii Bohachuk por el título vacante de peso súper welter del CMB el 30 de marzo de 2024 en el T-Mobile Arena de Las Vegas, NV.  Sin embargo, se enfrentó a Tim Tszyu en el evento principal por el título vacante del WBC, así como por el título de peso súper welter de la WBO de Tim, debido a que Keith Thurman se retiró de la pelea con Tszyu luego de una lesión durante un sesión de entrenamiento.  Fundora derrotó a Tszyu por K.o técnico en el fin del 5 asalto. 

## Récord de boxeo profesional
| Récord profesional |              |           |
| 23 peleas          | 21 Victorias | 1 Derrota |
| Nocaut             | 13           | 1         |
| Decisión           | 8            | 0         |
| Empates            | 1            | 1         |

| Número | Resultado | Récord | Rival                   | Método | Asalto - Tiempo | Fecha                    | Localización                                              | Título                                                          |
| 23     | Victoria  | 21-1-1 | Tim Tszyu               | SD     | (12)            | 30 de marzo de 2024      | T-Mobile Arena, Paradise, Nevada,                         | Ganó el título de peso superwélter de la WBO y del WBC vacante. |
| 22     | Derrota   | 20-1-1 | Brian Mendoza           | KO     | 7 (12), 0:39    | 8 de abril de 2023       | Dignity Health Sports Park, Carson, California, U.S.      | Pierde el título interino del WBC peso superwélter              |
| 21     | Victoria  | 20-0-1 | Carlos Ocampo           | U.D    | 12              | 8 de octubre de 2022     | Dignity Health Sports Park, Carson, California, EE. UU.   | Retiene el título interino del WBC peso superwélter             |
| 20     | Victoria  | 19-0-1 | Erickson Lubin          | R.T.D  | 9 (12), 3:00    | 9 de abril de 2022       | Virgin Hotels Las Vegas, Paradise, Nevada, EE. UU.        | Gana el vacante título interino del WBC peso superwélter        |
| 19     | Victoria  | 18-0-1 | Sergio García           | U.D    | 12              | 5 de diciembre de 2021   | Staples Center, Los Angeles, California, EE. UU.          |                                                                 |
| 18     | Victoria  | 17-0-1 | Jorge Cota              | T.K.O  | 4 (12), 2:35    | 1 de mayo de 2021        | Dignity Health Sports Park, Carson, California, EE. UU.   |                                                                 |
| 17     | Victoria  | 16-0-1 | Habib Ahmed             | T.K.O. | 2 (12), 1:30    | 5 de diciembre de 2020   | AT&T Stadium, Arlington, Texas,EE. UU.                    |                                                                 |
| 16     | Victoria  | 15-0-1 | Nathaniel Gallimore     | K.O.   | 6 (10), 1:28    | 22 de agosto de 2020     | Microsoft Theater, Los Angeles, California, EE. UU.       |                                                                 |
| 15     | Victoria  | 14-0-1 | Daniel Lewis            | U.D    | 10              | 22 de febrero de 2020    | MGM Grand Garden Arena, Paradise, Nevada, EE. UU.         |                                                                 |
| 14     | Empate    | 13-0-1 | Jamontay Clark          | S.D    | 10              | 31 de agosto de 2019     | Minneapolis Armory, Minneapolis, Minnesota, U.S.          | Por el vacante campeonato Youth WBC de peso superwélter         |
| 13     | Victoria  | 13-0   | Hector Manuel Zepeda    | R.T.D  | 4 (10), 3:00    | 21 de junio de 2019      | WinnaVegas Casino & Resort, Sloan, Iowa, EE. UU.          |                                                                 |
| 12     | Victoria  | 12-0   | Donnie Marshall         | K.O.   | 3 (10), 1:08    | 16 de febrero de 2019    | Microsoft Theater, Los Angeles, California, EE. UU.       |                                                                 |
| 11     | Victoria  | 11-0   | Jeremiah Wiggins        | K.O.   | 1 (6), 0:31     | 17 de noviembre de 2018  | Casino Del Sol, Tucson, Arizona, EE. UU.                  |                                                                 |
| 10     | Victoria  | 10-0   | Antonio Urista          | T.K.O. | 4 (8), 2:32     | 24 de agosto de 2018     | Minneapolis Armory, Minneapolis, Minnesota, EE. UU.       |                                                                 |
| 9      | Victoria  | 9-0    | Ve Shawn Owens          | T.K.O. | 5 (8), 2:37     | 13 de abril de 2018      | Minneapolis Armory, Mineápolis, Minnesota, EE. UU.        |                                                                 |
| 8      | Victoria  | 8-0    | David Ezequiel Romero   | U.D    | 6               | 16 de diciembre de 2017  | Estadio F.A.B., Buenos Aires, Argentina                   |                                                                 |
| 7      | Victoria  | 7-0    | Emiliano David Silguero | U.D    | 6               | 24 de noviembre de 2017  | Centro de Convenciones, Punta del Este, Uruguay           |                                                                 |
| 6      | Victoria  | 6-0    | Ricardo Arce Sarmiento  | K.O.   | 1 (4), 0:35     | 28 de octubre de 2017    | Gimnasio de Mexicali, Mexicali, Mexico                    |                                                                 |
| 5      | Victoria  | 5-0    | Victor Toney            | U.D    | 6               | 26 de septiembre de 2017 | Cannery Casino & Hotel, Las Vegas, Nevada, EE. UU.        |                                                                 |
| 4      | Victoria  | 4-0    | Luis Misael Juárez      | T.K.O. | 1 (6), 2:45     | 28 de julio de 2017      | Plaza Tinaco, Empalme, Mexico                             |                                                                 |
| 3      | Victoria  | 3-0    | Obed Soto               | T.K.O. | 2 (6), 1:23     | 19 de mayo de 2017       | Gimnasio Solidaridad, Hermosillo, Mexico                  |                                                                 |
| 2      | Victoria  | 2-0    | Martin Rosas            | U.D    | 4               | 28 de abril de 2017      | Arena Itson, Ciudad Obregon, Mexico                       |                                                                 |
| 1      | Victoria  | 1-0    | José Cárdenas           | K.O.   | 1 (4), 1:12     | 26 de septiembre de 2016 | Los Angeles Badminton Club, El Monte, California, EE. UU. | Debut Profesional                                               |